# Мост (град)
Вижте пояснителната страница за други значения на Мост.
Мост (на чешки: Most; на немски: Brüx; на латински: Pons) е град в Северозападна Чехия в Устецки край. Населението му е 67 490 жители (2013), а площта му е 86,94 km2. Намира се на 233 m надморска височина. Градът е известен с големия си брой жители, които живеят в панелни блокове. Градът е разположен на река Билина, в подножието на Рудните планини, на 85 km северозападно от Прага, и на 20 km от границата с Германия. Административен център на окръг Мост.

## История
За градът се предполага че е основан през 10 век (за първи път е споменат в летописи от 1040 г. като Хневин или Хневински Мост (на чешки: Hnevin, Hnevinsky Most, на латински: Pons Gnevin), на търговския път от Прага до Фрайбург. Пътят е преминавал по дървени мостове през околните блата (в днешно време пресушени) – оттам идва и името на града.
През 13 век за известно време принадлежи на рицарите-кръстоносци.
При Пршемисловците, които стават владетели на града през 1238 г., Мост се превръща в търговски център. По това време е известен с винарството си, което по-късно запада. В течеение на 15 – 16 век градът не един път страда от пожари; в хода на голямата реконструкция след пожара от 1517 г. са построени съвременните здания на кметството (в стил ренесанс) и катедралата. По време на Тридесетгодишната война, Мост е завладян от шведски войски.
През 19 век близо до града са открити находища и започва добива на кафяви въглища; с което е свързано и последващото развитие на Мост. През 1960-те години почти целият исторически център на града е разрушен в резултат на откриването под него и разработването на голям въглищен пласт (в същото време е построен нов градски център).

## Побратимени градове
- Муром, Русия
- Кулон Прого, Индонезия
- Мепел, Нидерландия
- Мариенберг, Германия
- Птолемаида, Гърция

## Фотогалерия
- Църква „Успение Богородично“
- Хневински замък
- Наблюдателната кула на замъка
- Новият център на града
- Жп гара
- Театър
- Библиотека
- Планетариум